# غابرييل سانتانا بينتو
غابرييل سانتانا بينتو (بالبرتغالية: Gabriel Santana‏) (6 يناير 1990 بسالفادور في البرازيل - ) هو لاعب كرة قدم برازيلي في مركز الهجوم. لعب مع نادي باهيا ونادي فلامنغو.

## روابط خارجية
- غابرييل سانتانا بينتو على موقع رابطة كرة القدم اليابانية للمحترفين (اليابانية)
- غابرييل سانتانا بينتو على موقع قاعدة بيانات كرة القدم.إي يو (الإنجليزية)
- غابرييل سانتانا بينتو على موقع Soccerway.com (الإنجليزية)
- غابرييل سانتانا بينتو على موقع عالم كرة القدم.نت (الإنجليزية)